# グスマン・コルーホ
グスマン・コルーホ・ブリッコラ (Guzmán Corujo Bríccola , 1996年8月2日 - )は、ウルグアイ・サン・ホセ県ロドリゲス出身のサッカー選手。セルビア・スーペルリーガ・FKチュカリチュキ所属。ポジションはDF。

## クラブ経歴
2017年にナシオナル・モンテビデオのトップチームに昇格。5月13日のIAスド・アメリカ戦でプロデビュー。2018年シーズンは10試合で起用され2019年シーズンより先発に定着。同年、2020年シーズンとリーグ連覇を達成した。
2021年8月31日、シャーロットFCと3年契約を締結。2022年より正式に加入した。
2024年2月13日、FKチュカリチュキに移籍した。